# Campo Cincuenta y Seis
Campo Cincuenta y Seis är en ort i Mexiko.   Den ligger i kommunen Namiquipa och delstaten Chihuahua, i den nordvästra delen av landet, 1 300 km nordväst om huvudstaden Mexico City. Campo Cincuenta y Seis ligger 2 111 meter över havet och antalet invånare är 135.
Terrängen runt Campo Cincuenta y Seis är platt åt sydväst, men åt nordost är den kuperad. Runt Campo Cincuenta y Seis är det mycket glesbefolkat, med 6 invånare per kvadratkilometer. Det finns inga andra samhällen i närheten. Omgivningarna runt Campo Cincuenta y Seis är i huvudsak ett öppet busklandskap.